# Parafia Chrystusa Króla w Kielcach
Parafia pod wezwaniem Chrystusa Króla w Kielcach – rzymskokatolicka parafia należąca do dekanatu Kielce-Południe.

## Historia
Parafia została erygowana 19 marca 1939 roku przez biskupa Czesława Kaczmarka.  Początkowo msze odprawiano w prowizorycznej kaplicy. Budowę kościoła rozpoczęto w 1965, a ukończono w 1968. 2 czerwca 1968 biskup Jan Jaroszewicz dokonał konsekracji świątyni. W 1987 roku z parafii została wydzielona nowa parafia pw. św. Stanisława BM.
Księgi metrykalne oraz kronika parafialna prowadzone są od 1939 roku.

## Zasięg parafii
Parafia położona jest na terenie dzielnicy Baranówek, i należą do niej wierni wyznania rzymskokatolickiego, będący mieszkańcami ulic:
Aleja Na Stadion, Batorego, Bocznej, Biesak, Buskiej, Chodkiewicza, Chłodnej, Czarneckiego, Dolnej, Dzikiej, Dygasińskiego, Granitowej, Husarskiej, Iłżeckiej, Janczarskiej, Kamiennej, św. Rafała Kalinowskiego, Wojciecha Szczepaniaka, Koneckiej, Kordeckiego, Kusocińskiego, Kwarcianej, Kwarcytowej, Lisowczyków, Łagowskiej, Lubelskiej, Alei Legionów nr 11-54, Mahometańskiej, Miechowskiej, Marmurowej, Okrężnej, Opatowskiej, Opoczyńskiej, Obrzeźnej, Osobnej, Pakosz, Petyhorskiej, Rajtarskiej, Rybnej, Rzecznej, Rzeszowskiej, Suchej, Sobieskiego, Ściegiennego tylko parzyste od nr 124, Szwedzkiej nr 11-25, Szwoleżerów, Tarnowskiego, Westerplatte, Wiślickiej, Wybranieckiej, Zamojskiej, Zamkniętej, Żółkiewskiego i Żwirowej.

## Proboszczowie
- ks. Władysław Widłak (od 1939 do 1946)
- ks. Franciszek Tomczyk (od 1946 do 1954)
- ks. Władysław Nawrot (od 1957 do 1972)
- ks. Jan Mucha (od 1972 do 1978)
- ks. Władysław Czeluśniak (od 1978 do 1988)
- ks. Marian Gosek (do 2000)

Aktualnie
- ks. Jerzy Marcinkowski (od 2000)

## Zakony
Na terenie parafii znajdują się trzy zakony:
- Zakon Najświętszej Maryi Panny z Góry Karmel,
- Zgromadzenie Sióstr Urszulanek Najświętszego Serca Jezusa Konającego.
- Zgromadzenie Sióstr św. Dominika

## Kaplice
- Kaplica przy klasztorze Sióstr Karmelitanek
- Kaplica w Domu Pomocy dla Dorosłych pw. Miłosierdzia Bożego.